# Maurice Baring
Maurice Baring (n. 27 de abril de 1874, Londres-14 de diciembre de 1945) fue un diplomático, lingüista, periodista, poeta, dramaturgo y novelista.

## Su vida
Nació el 27 de abril de 1874 en Londres, su padre fue el Barón Revelstoke, Director del Banco de Inglaterra.
Estudió en el Colegio Eton y luego en el Trinity College, en Cambridge.
Fue diplomático entre los años 1898 y 1904, sirviendo en París, Copenhague y Roma. Cuando dejó su cargo fue a trabajar al diario “Morning Post”, donde lo designaron reportero de la Guerra Ruso-Japonesa; fue también corresponsal en Rusia y Constantinopla. Luego trabajó en el diario “The Times”, en el que fue el corresponsal especial para los Balcanes.
Tenía una particular forma de coleccionar libros, mejor dicho, de coleccionar hojas de libros. Cuando leía un libro (de su propiedad) y encontraba un pasaje en él que fuera de su agrado, arrancaba la o las hojas de libro para pegarlas en un cuaderno que llevaba.

## Conversión al catolicismo
El 1 de febrero de 1909 fue recibido en la Iglesia católica, en el Oratorio de Londres. En su autobiografía señala que ingresar en la Iglesia católica “fue la única acción en mi vida de la cual estoy ciertamente seguro que nunca me arrepentí”.
Fue amigo de Hilaire Belloc y de G. K. Chesterton. Según señala Joseph Pearce en su biografía “G.K. Chesterton, inocencia y sabiduría”, el mismo Chesterton escribe una carta a Baring agradeciendo la gran influencia que tuvo él junto con su amigo Ronald Knox en su entrada a la Iglesia, en renacer como Lázaro lo hizo.
Cuando Chesterton se convirtió al catolicismo en 1922 (señala Pearce en el mismo libro) Baring se enteró, al igual que muchos de sus amigos, por la prensa y, por ello, escribió una carta a G.K. intrigado por su silencio y dándole sus enhorabuena por entrar al fin en la “verdadera Iglesia”. En la trascripción hecha por el biógrafo recién mencionado de la carta de respuesta a Baring, la cual se demoró dos meses, Gilbert le explica que, debido a la influencia de él y Knox, no se atrevía a escribir una carta apurada y quería estar bien tranquilo para hacerlo.
La parte más anecdótica de este asunto es que, en la carta de Baring, éste adjuntó un sobre, papel y estampilla, haciéndole notar a Gilbert que quería le respondiera cuanto antes y, efectivamente, Chesterton los ocupó en su carta de respuesta.
James Gunn pintó una cuadro en el que aparece Chesterton sentado escribiendo en una mesa redonda en compañía de Belloc, sentado frente a él, y Baring, de pie, fumando un cigarro, ambos atentos a lo que su amigo escribía. Este cuadro se exhibe actualmente en la “National Portrait Gallery" (Galería Nacional de Retratos de Londres).

## Primera Guerra Mundial
Cuando comenzó la Primera Guerra Mundial se unió a los “Royal Flying Corps” y en 1918 logró llegar a oficial de la “Royal Air Force”.
Después de la guerra escribió varios libros.
En 1930 comenzó a sufrir de una parálisis.
En 1940 se vio forzado a dejar su casa en Rottingdean y se fue a Escocia, donde fue cuidado por un amigo.

## Muerte
Murió el 14 de diciembre de 1945.

## Una anécdota
Viajando por el continente, mientras conversaba con un amigo, se dispuso a guardar su abrigo en su maleta; al ver que no cabía en esta, mientras seguía conversando tomó su abrigo y lo tiro por la ventana, continuando con la conversación como si nada hubiera pasado.[cita requerida]

## Obras
- With the Russians in Manchuria (1905)
- Orpheus in Mayfair & Other Stories – historias cortas
- Overlooked - short story
- Dear Animated Bust Letters to Lady Juliet Duff (1915-1918)
- Flying Corps (1920)
- Passing By (1921) novel
- The Puppet Show of Memory (1922) Autobiografía
- C (1924), Novela
- Cat's Cradle (1925) Novela
- Daphne Adeane (1926) novel
- The Coat Without Seam (1929) Novela
- Robert Peckham (1930) Novela Histórica
- Comfortless Memeory - Novela
- Darby and Joan - Novela
- Lost Diaries and Dead Letters – Colección satírica (Publicado en español como El señorito Nerón y otras cartas muertas)
- Lost Lectures - imaginary lectures
- Punch & Judy – Colección de ensayos e historias cortas*The Lonely Lady of Dulwich - Novela
- Tinker's Leave - Novela
- In My End is My Beginning - Novela y Biografía sobre Mary Stuart
- The Collected Poems of Maurice Baring - poetry
- Have You Anything to Declare? - collection of notes and quotes

### Enlaces en inglés
- Catholic Authors Biografía por Joseph Pearce
- The New Criterion Maurice Baring

- Datos: Q1363814
- Multimedia: Maurice Baring / Q1363814